# Superficie cartesiana implicita
Una superficie rappresentata implicitamente ha la forma:
{\displaystyle F(x,y,z)=0} oppure :{\displaystyle F(x,y,z)=c} con c una costante qualsiasi.
Perché la superficie sia regolare almeno una delle sue derivate parziali deve essere non nulla, cioè si deve verificare la condizione:
{\displaystyle F_{x}^{2}+F_{y}^{2}+F_{z}^{2}\neq 0}

## Studio locale
Una volta appurato che il luogo di zeri della funzione F è non vuoto e che una delle derivate parziali di F è non nulla in un punto, per il teorema delle funzioni implicite è possibile in un intorno di questo punto esprimere la superficie come grafico di una funzione di due variabili, pertanto è garantita la regolarità locale.

## Piano tangente
Supponiamo che {\displaystyle F_{z}\neq 0}, allora l'equazione del piano tangente al punto {\displaystyle (x_{0},y_{0},z_{0})} della superficie è data:
{\displaystyle F_{x}\cdot (x-x_{0})+F_{y}\cdot (y-y_{0})+F_{z}\cdot (z-z_{0})=0}
Questo piano {\displaystyle \Pi \subset \mathbb {R} ^{3}} si può descrivere come l'ortogonale della retta generata dal gradiente di F. In simboli {\displaystyle \Pi =\langle \nabla F\rangle ^{\perp }}. Per questa ragione il gradiente deve essere non nullo.

## Coseni direttori
I coseni direttori della normale della superficie sono:
{\displaystyle \cos \alpha ={\frac {F_{x}}{\sqrt {F_{x}^{2}+F_{y}^{2}+F_{z}^{2}}}}}
{\displaystyle \cos \beta ={\frac {F_{y}}{\sqrt {F_{x}^{2}+F_{y}^{2}+F_{z}^{2}}}}}
{\displaystyle \cos \gamma ={\frac {F_{z}}{\sqrt {F_{x}^{2}+F_{y}^{2}+F_{z}^{2}}}}}